# Pritzen
Pritzen (niedersorbisch Pricyn) ist eine Ortslage in der Gemeinde Altdöbern im brandenburgischen Landkreis Oberspreewald-Lausitz. Große Teile des Ortes wurden im Jahr 1982 und 1989 zugunsten des Braunkohletagebau Greifenhain abgebrochen, insgesamt 188 Einwohner wurden umgesiedelt.

## Lage
Pritzen liegt in der Niederlausitz im Naturpark Niederlausitzer Landrücken und im Lausitzer Seenland. Nachbarorte sind Greifenhain (zu Drebkau) im Osten, Ressen (zu Neu-Seeland) im Südosten, Lubochow (zu Neu-Seeland) im Süden sowie Woschkow (zu Großräschen) im Südwesten. Im Norden und im Westen ist Pritzen vom Altdöberner See umgeben.

## Geschichte

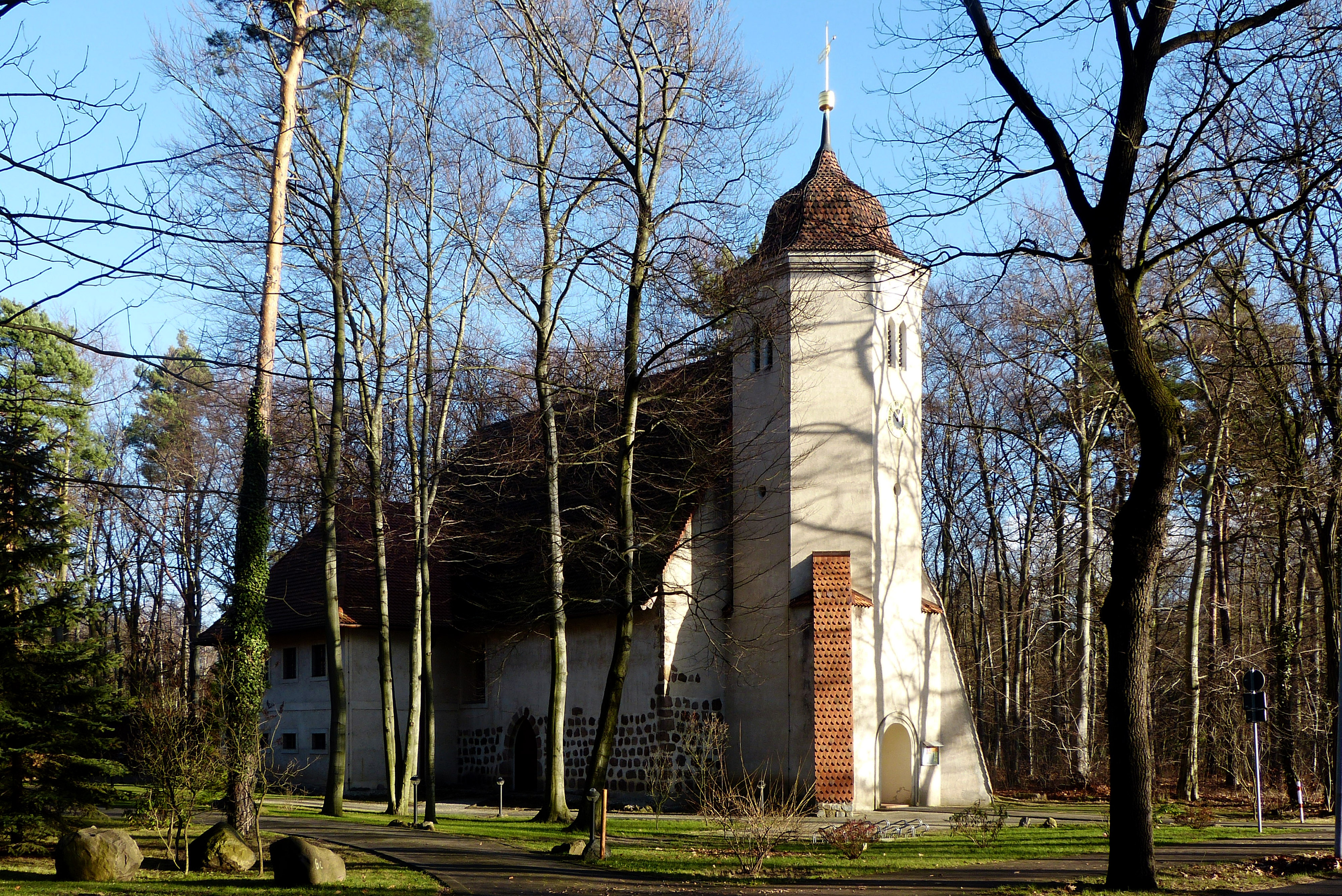
Ehemalige Pritzener Dorfkirche an ihrem heutigen Standort in Spremberg

Der Ort Pritzen wurde erstmals im Jahre 1495 urkundlich erwähnt. Der Name des Ortes ist auf das niedersorbische Wort precny für quer zurückzuführen, da Pritzen – im Gegensatz zu den meisten anderen Dörfern – in Nord-Süd-Richtung statt in Ost-West-Richtung angelegt wurde.
Die Gemeinde Pritzen gehörte ab dem 25. Juli 1952 zum neu gebildeten Kreis Calau. Am 1. Januar 1989 wurde Pritzen nach Lubochow eingemeindet und gehörte vom 1. Oktober 1992 bis zum 31. Januar 2002 zum Amt Altdöbern. Nach der Kreisreform in Brandenburg am 6. Dezember 1993 kam die Gemeinde Lubochow und damit auch der Ort Pritzen zum neu gebildeten Landkreis Oberspreewald-Lausitz. Im Zuge der Gemeindegebietsreform 2002 wurde Lubochow ein Ortsteil der neuen Gemeinde Neu-Seeland und Pritzen kam zur Gemeinde Altdöbern.
Zur Gemeinde Pritzen gehörten die Ortsteile Nebendorf (niedersorbisch Njabodojce) und Neudorf (Nowa Wjas), die zugunsten des Tagebaus Greifenhain abgebrochen wurden.
Dadurch, dass die ehemalige Verbindungsstraße zwischen der Stadt Altdöbern und dem Dorf Pritzen durch den Braunkohletagebau abgebrochen wurde, endet die Straße in Pritzen in einer Sackgasse. Mit der Flutung der Altdöberner Sees im ehemaligen Tagebau liegt Pritzen nun auf einer Halbinsel am See. Die Radroute Fürst-Pückler-Weg führt über die Halbinsel um den Ort.

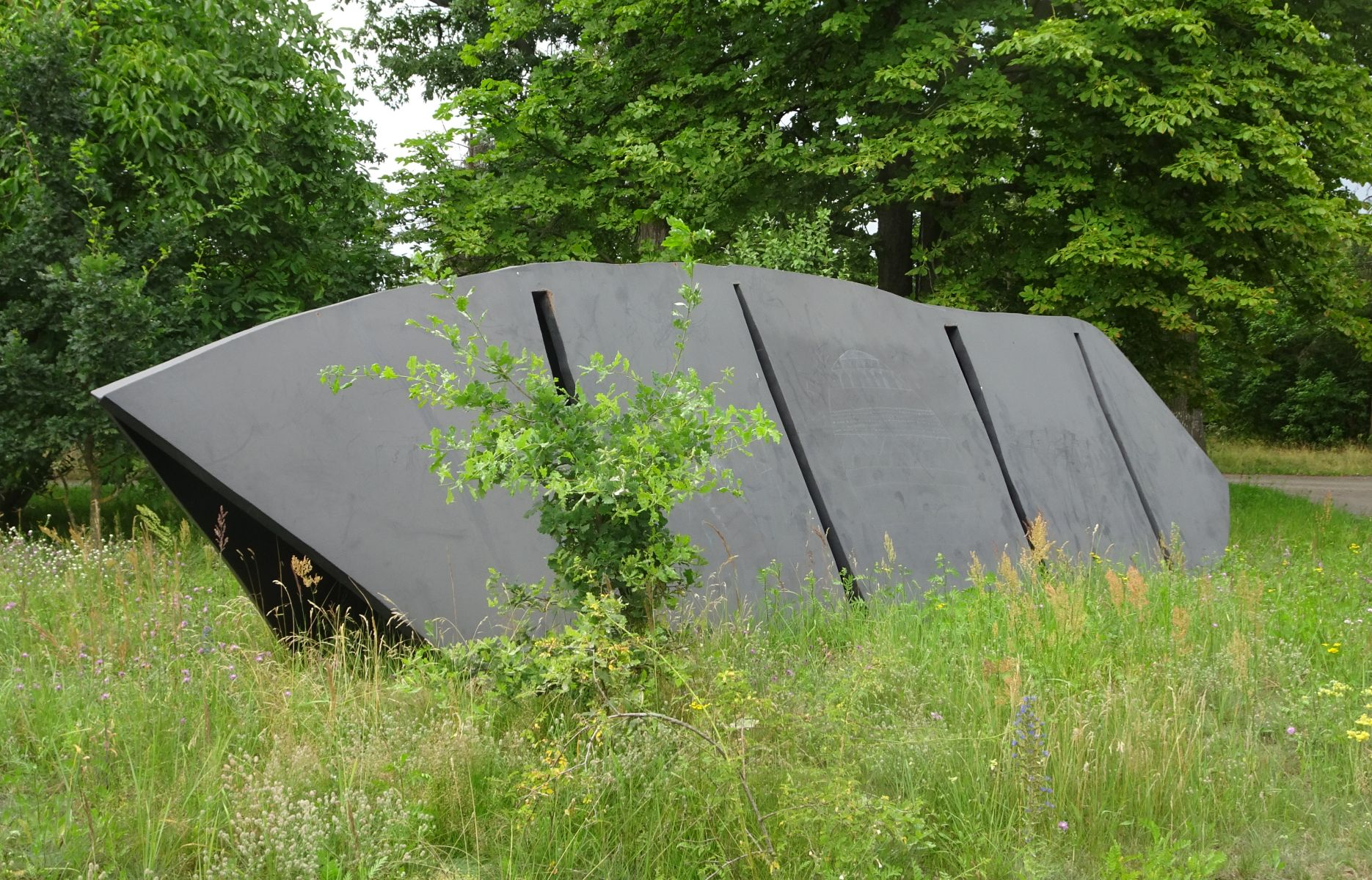
Die Arche von Pit Kroke, Biennale 1993

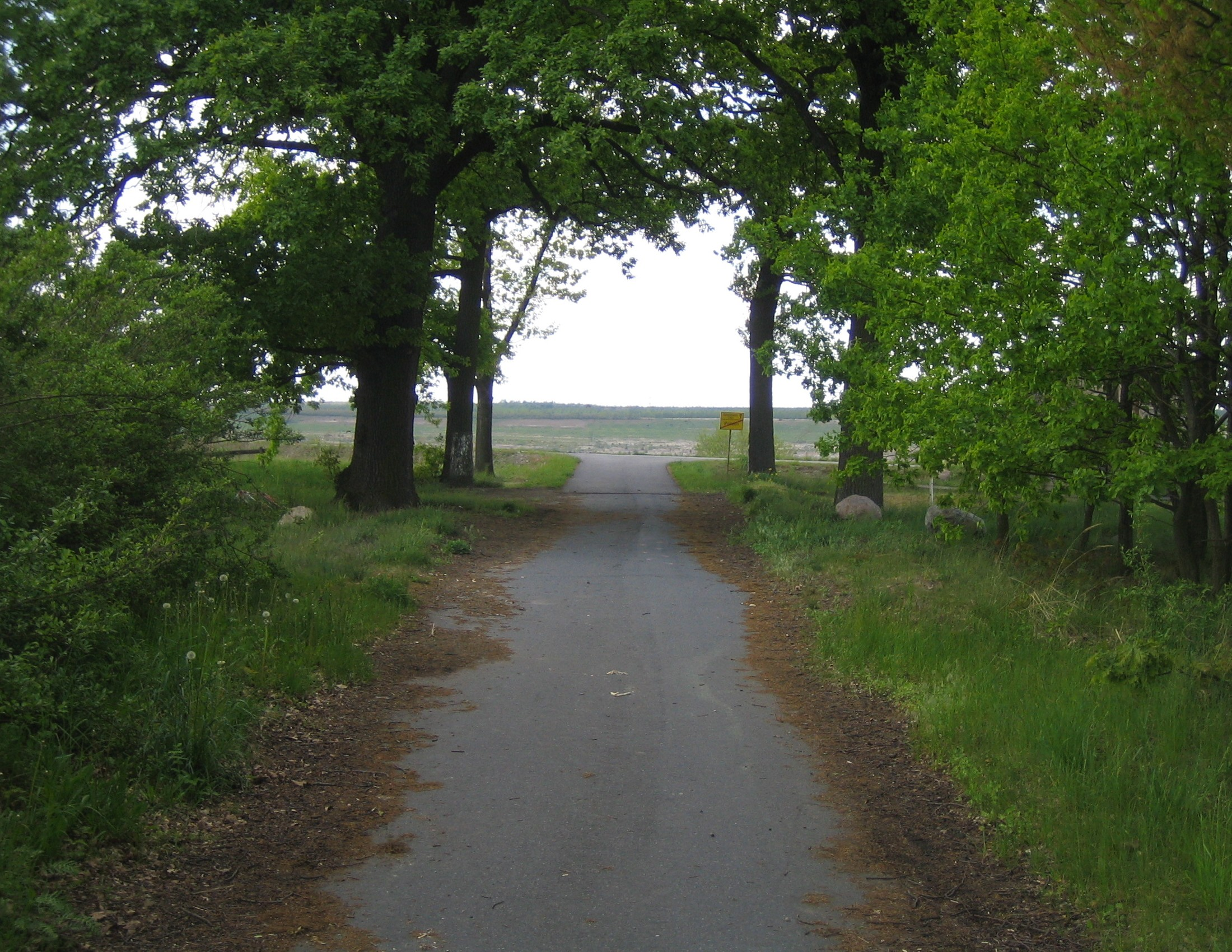
Ortsende an der ehemaligen Straße nach Altdöbern, die im Tagebau abgebaggert wurde; im Hintergrund der Altdöberner See

In den Jahren 1993 und 1995 fanden in Pritzen zwei Biennalen statt, an denen zahlreiche Künstler teilnahmen. In dieser Zeit entstanden 23 Kunstobjekte, von denen 16 Objekte noch heute existieren.

### Braunkohlebergbau
Im Jahr 1973 beschloss der damalige Rat des Kreises Calau, dass die Gemeinde Pritzen dem Braunkohletagebau Greifenhain weichen und die Bewohner umgesiedelt werden sollen. 1991 wurde die Pritzener Dorfkirche abgebaut und in der Nähe von Spremberg wiedererrichtet. Im Jahr 1992 waren knapp drei Viertel des Ortes abgerissen, bis spätestens 1995 sollte der Ort vollständig devastiert werden.
Im Jahr 1992 wurde der Tagebau Greifenhain stillgelegt, weshalb Pritzen nicht vollständig devastiert wurde. Zuvor hatte bereits ein Großteil der Einwohner Pritzen verlassen. Seit 1993 verfügt Pritzen über einen Glockenturm als Ersatz für die ehemalige Kirche, dieser Glockenturm befand sich zuvor in dem zugunsten des Tagebau Welzow-Süd devastierten Dorfes Wolkenberg.
Seit 2015 gibt es in Pritzen einen Solarpark mit 10 MW.

## Bevölkerungsentwicklung
| 1875 | 388 | 1890 | 401 | 1910 | 416 |
| 1925 | 406 | 1933 | 454 | 1939 | 401 |
| 1946 | 525 | 1950 | 529 | 1964 | 422 |
| 1971 | 366 | 1981 | 188 | 1985 | 127 |